# Comuna de Zwoleń
Zwoleń (polaco: Gmina Zwoleń) é uma gminy (comuna) na Polónia, na voivodia de Mazóvia e no condado de Zwoleński. A sede do condado é a cidade de Zwoleń.
De acordo com os censos de 2004, a comuna tem 15 243 habitantes, com uma densidade 94,6 hab/km².

## Área
Estende-se por uma área de 161,12 km², incluindo:
- área agricola: 69%
- área florestal: 24%

## Demografia
Dados de 30 de Junho 2004:
|                      | Total   | Total | Mulheres | Mulheres | Homens  | Homens |
| -------------------- | ------- | ----- | -------- | -------- | ------- | ------ |
|                      | pessoas | %     | pessoas  | %        | pessoas | %      |
| População            | 15 243  | 100   | 7805     | 51,2     | 7438    | 48,8   |
| Densidade (pop./km²) | 94,6    | 100   | 48,4     | 48,4     | 46,2    | 46,2   |

De acordo com dados de 2002, o rendimento médio per capita ascendia a 1076,02 zł.

## Subdivisões
- Atalin, Barycz, Filipinów, Helenówka, Jasieniec-Kolonia, Jasieniec Solecki, Jedlanka, Józefów, Karolin, Koszary, Linów, Ługi, Męciszów, Mieczysławów, Mostki, Niwki, Osiny, Paciorkowa Wola Nowa, Paciorkowa Wola Stara, Podzagajnik, Strykowice Błotne, Strykowice Górne, Strykowice Podleśne, Sycyna, Sydół, Wólka Szelężna, Zielonka Nowa, Zielonka Stara.

## Comunas vizinhas
- Chotcza, Ciepielów, Gózd, Kazanów, Pionki, Policzna, Przyłęk, Tczów